# Casa di Pietro Paolo della Zecca

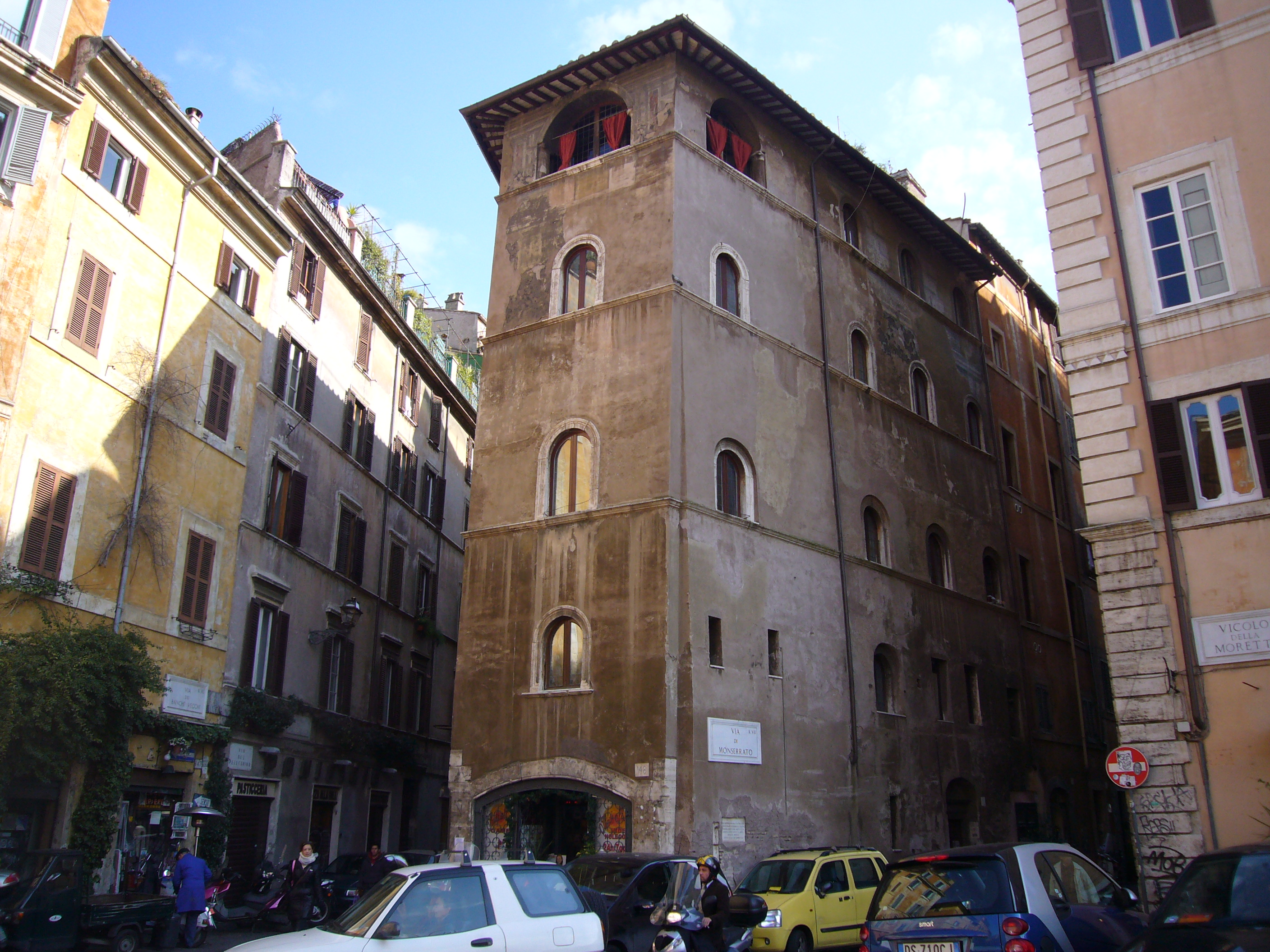
Vista do palácio. À direita, é visível uma ponta do Palazzo Bossi.

Casa di Pietro Paolo della Zecca, conhecida também como Casa di Pietro Paolo Francisi della Zecca ou Chiavica di Ponte é um palácio renascentista localizado num terreno triangular no encontro da Via del Pellegrino com a Via di Monserrato onde começa a Via del Banchi Vecchi, no rione Regola de Roma, bem na fronteira com o rione Parione.

## História

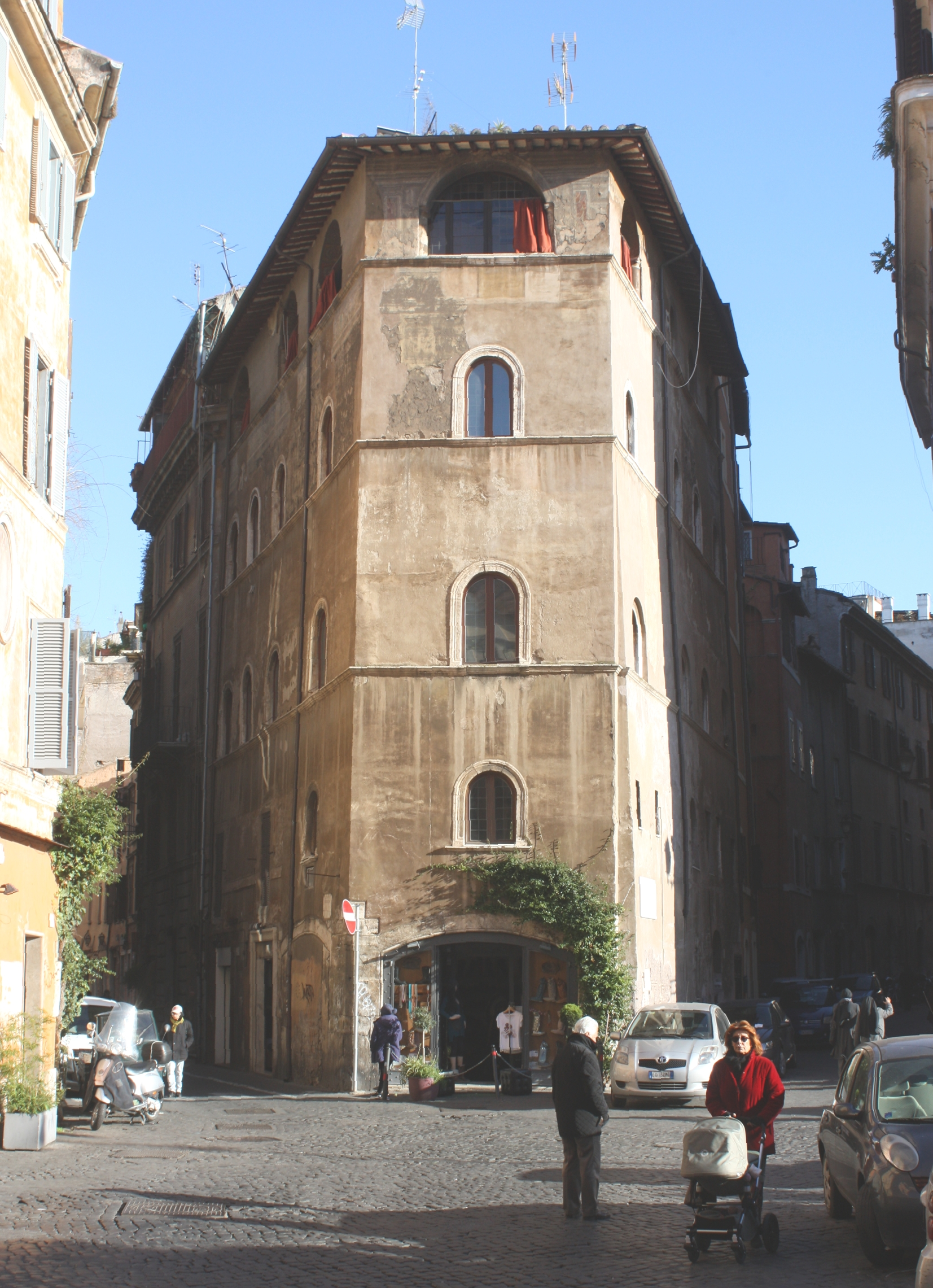
Vista frontal.

Este palácio deve seu nome a Pietro Paolo Francisi, dito della Zecca ("da casa da moeda"), uma referência ao fato de ele ter sido o superintendente da casa da moeda pontifícia (que ficava no Palazzo Sforza Cesarini) durante o pontificado do papa Paulo II Barbo (r. 1464-1471). O edifício foi construído entre a metade do século XV e o início do século seguinte com decoração na fachada de Polidoro da Caravaggio e Maturino da Firenze. Os afrescos representavam a lendária história da jovem Clélia, a antiga romana que fugiu do acampamento dos etruscos do rei Porsena, de quem era prisioneira: atualmente resta muito pouco deles, mas ainda é possível percebê-los. No chanfro da estrutura de frente para a Via del Banchi Vecchio fica um belo portal arquitravado, janelas curvas em travertino nos três pisos e uma lógia com pequenas colunas no quarto.
Em 1452, a esta casa hospedou Frederico IIII de Augsburgo, que estava em Roma para ser coroado imperador do Sacro Império Romano Germânico, e sua mulher, Leonor de Portugal. Para recordar o evento, o lado direito do edifício foi decorado com um relevo da águia de Habsburgo: esta, no século XIX, se transformou no símbolo da dominação austríaca na Itália e, por isso, logo depois da unificação da Itália (1870), quando Roma transformou-se na capital do novo Reino da Itália, o relevo foi removido e colocado no pátio do colégio de Santa Maria dell'Anima, a igreja nacional germânica, onde ainda está. Na base do relevo é possível, em caracteres grandes, as letras "AEIOU", um acrônimo cujo significado nunca foi oficialmente esclarecido pelo imperador, mas cuja interpretação mais acreditada é "Alles Erdreich Ist Österreich Untertan" ("O mundo inteiro está sujeito à Áustria"). Com o mesmo significado, mas em latim, o texto seria "Austriae Est Imperare Orbi Universo" ("Espera-se que a Áustria governe o mundo").